# یونس (سوره)

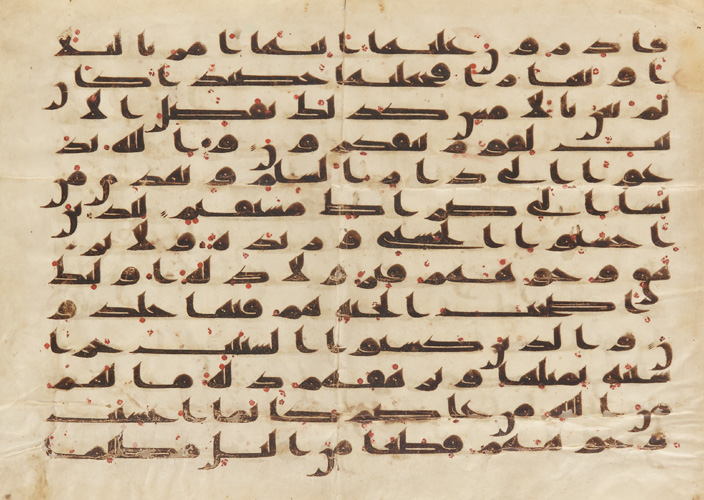
نسخه خطی آیات ۲۴ تا ۲۷ از سوره یونس مربوط به قرن ۹ میلادی

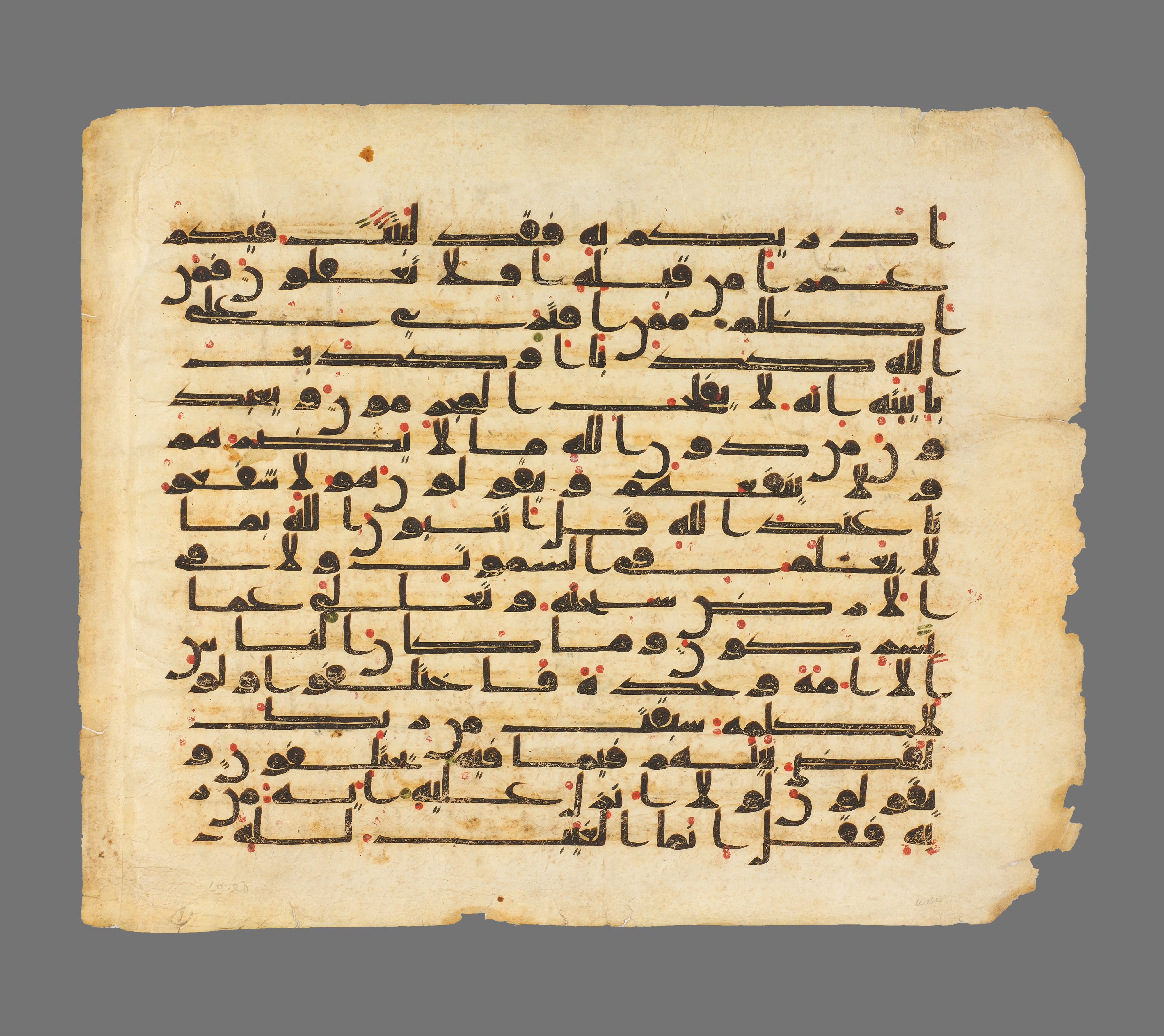
نسخه خطی آیاتی از سوره یونس متعلق به قرن ۸ میلادی

سورهٔ یونس سورهٔ ۱۰ام قرآن است، دارای ۱۰۹ آیه است، و از سوره‌های مکی است. محتوای این سوره پیرامون اعتقادات اساسی اسلام مانند مبدأ و معاد است. بحث نخست در مورد مسئلهٔ وحی و مقام پیامبر اسلام است، سپس بخش‌هایی از زندگانی دیگر پیامبران مانند نوح، موسی، و یونس بازگو می‌شود و دلیل نامگذاری سوره نیز به همین علت است. از مطالب دیگر سوره می‌توان به مقابله با بت‌پرستی و انذار طغیان‌گران اشاره کرد.این سوره در مکه نازل شده